# Laleu Communal Cemetery
Laleu Communal Cemetery is een begraafplaats gelegen in de Franse plaats Laleu (Somme) (Somme). De militaire graven worden onderhouden door de Commonwealth War Graves Commission.
De begraafplaats telt 1 geïdentificeerd Gemenebest graf uit de Eerste Wereldoorlog.